# Tipula (Lindnerina) bistilata
Tipula (Lindnerina) bistilata is een tweevleugelige uit de familie langpootmuggen (Tipulidae). De soort komt voor in het Palearctisch gebied.